# St. Georg (Gimritz)

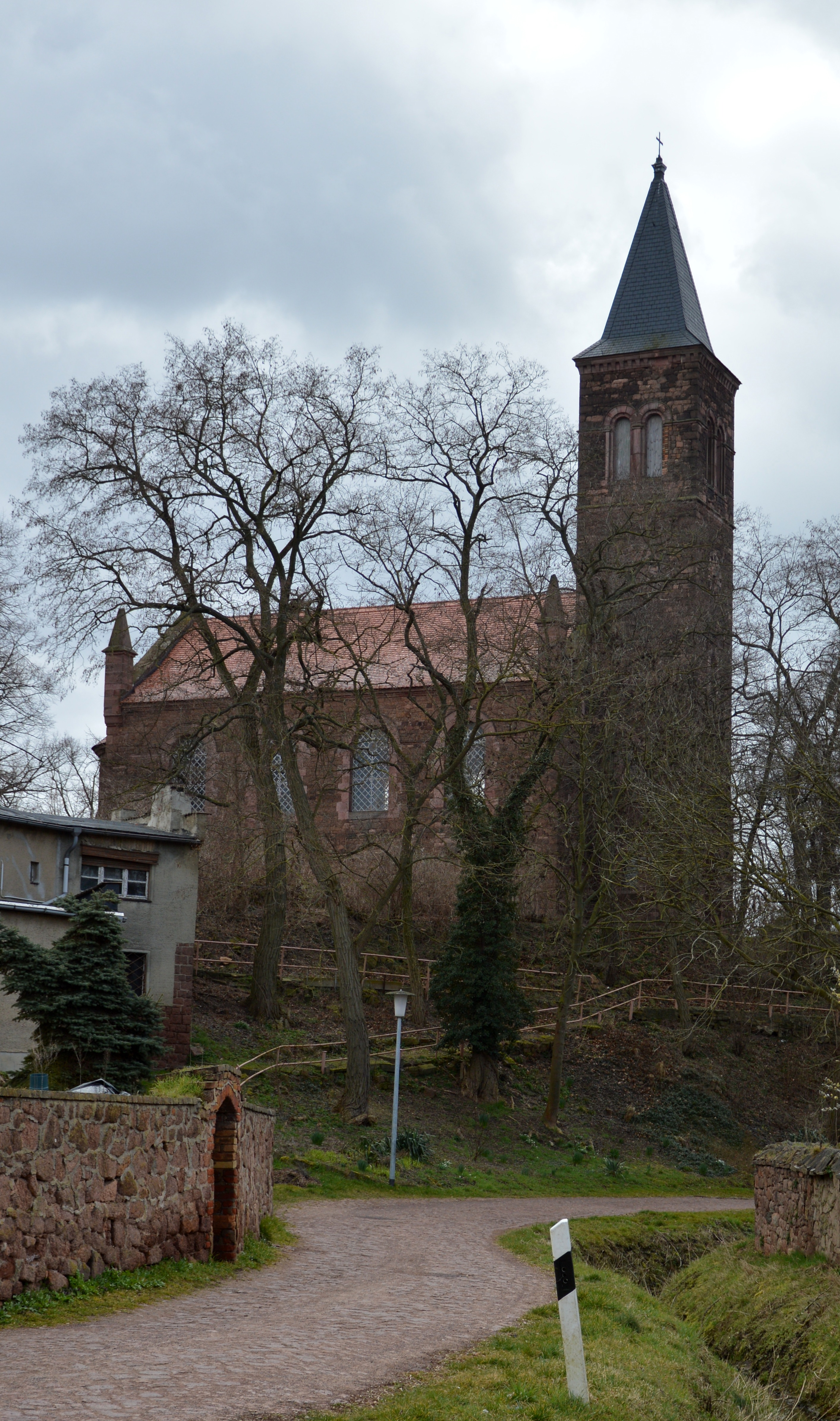
Blick aus nördlicher Richtung

Die St.-Georg-Kirche ist die evangelische Kirche des zur Gemeinde Wettin-Löbejün gehörenden Dorfes Gimritz in Sachsen-Anhalt.
Die Kirche befindet sich erhöht auf einer Anhöhe des Dorfes. Sie gehört zum Pfarrsprengel Wettin im Kirchenkreis Halle-Saalkreis der Evangelischen Kirche in Mitteldeutschland.

## Architektur und Geschichte

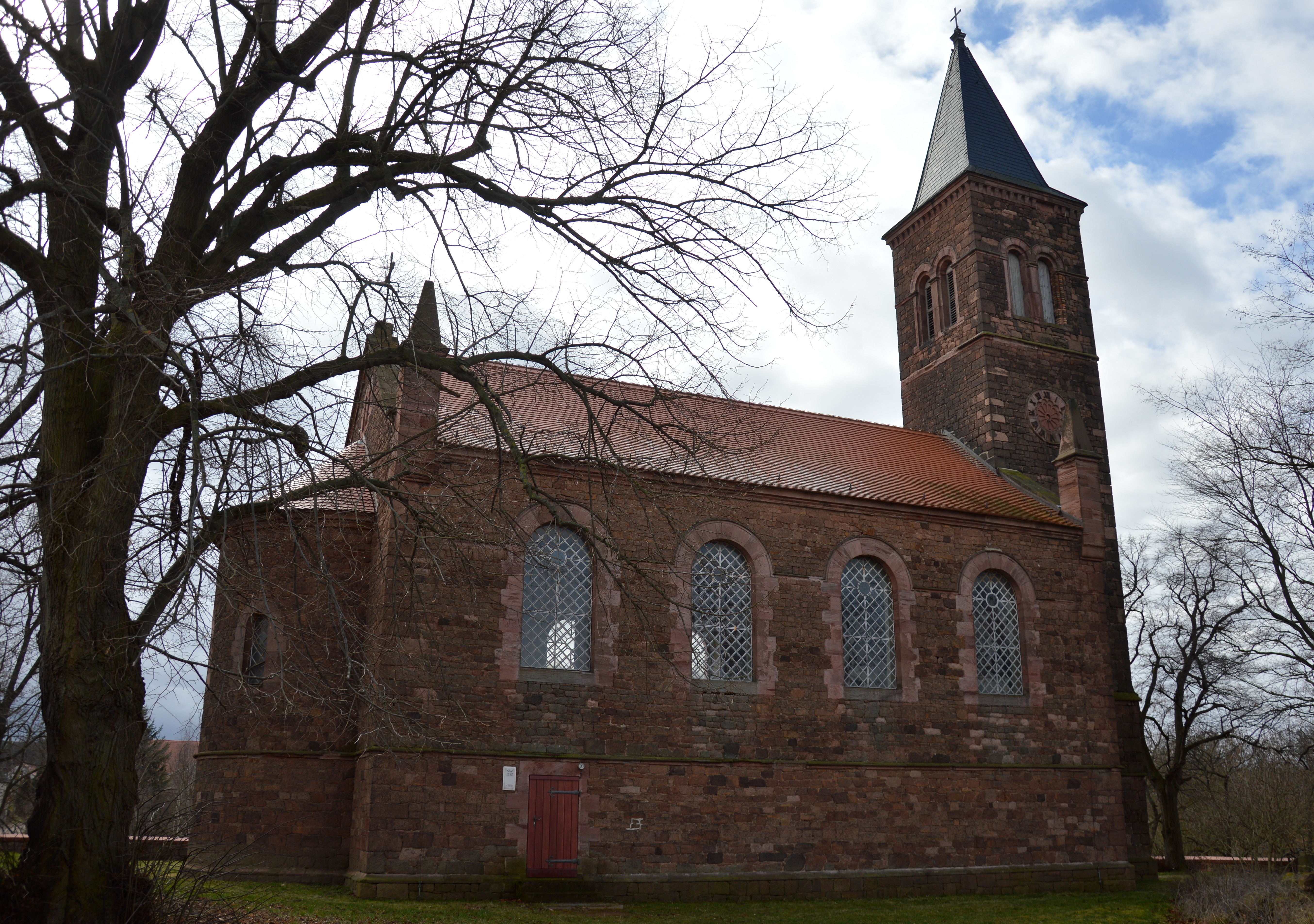
St.-Georg-Kirche

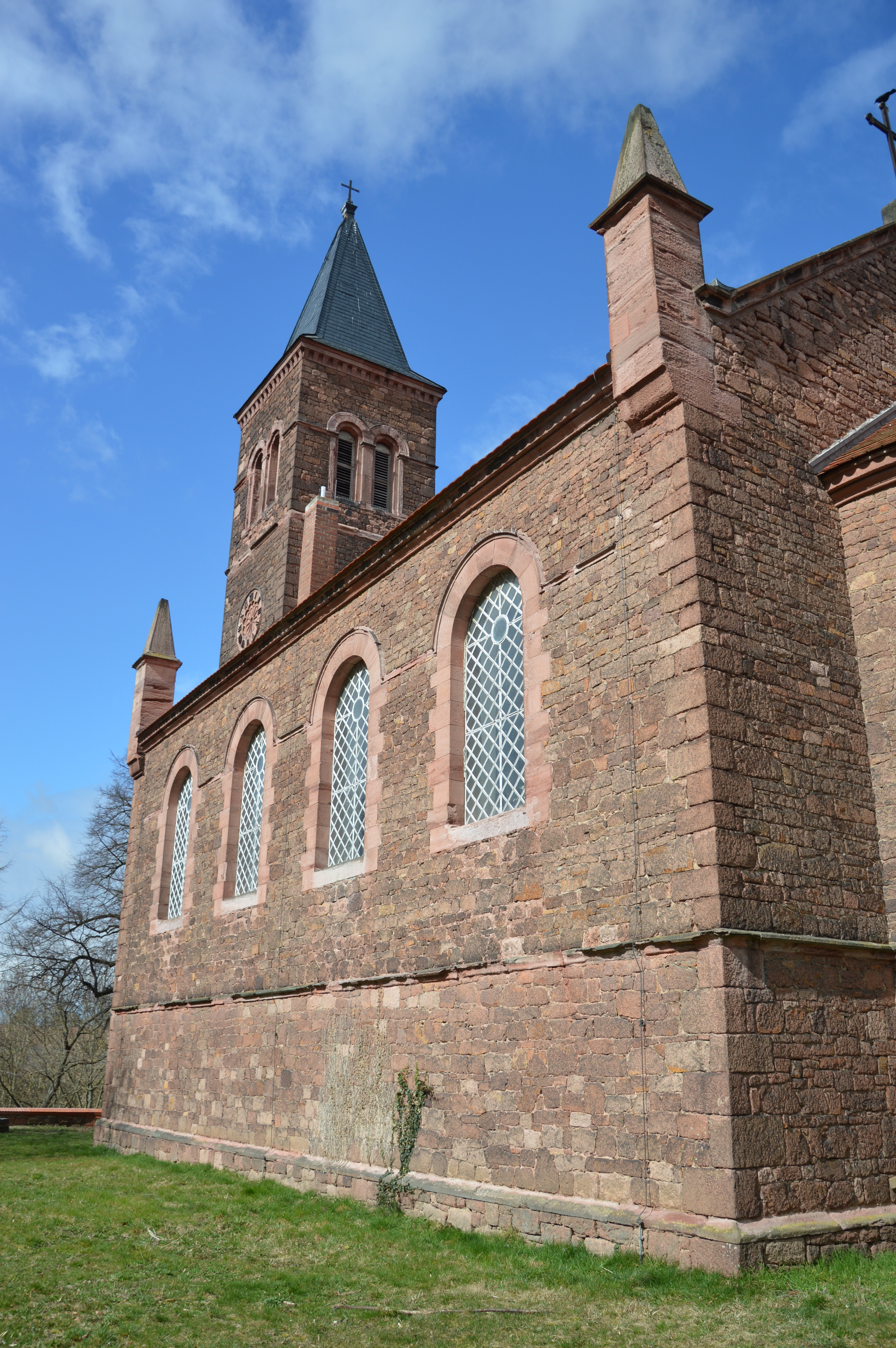
Blick von Südwesten

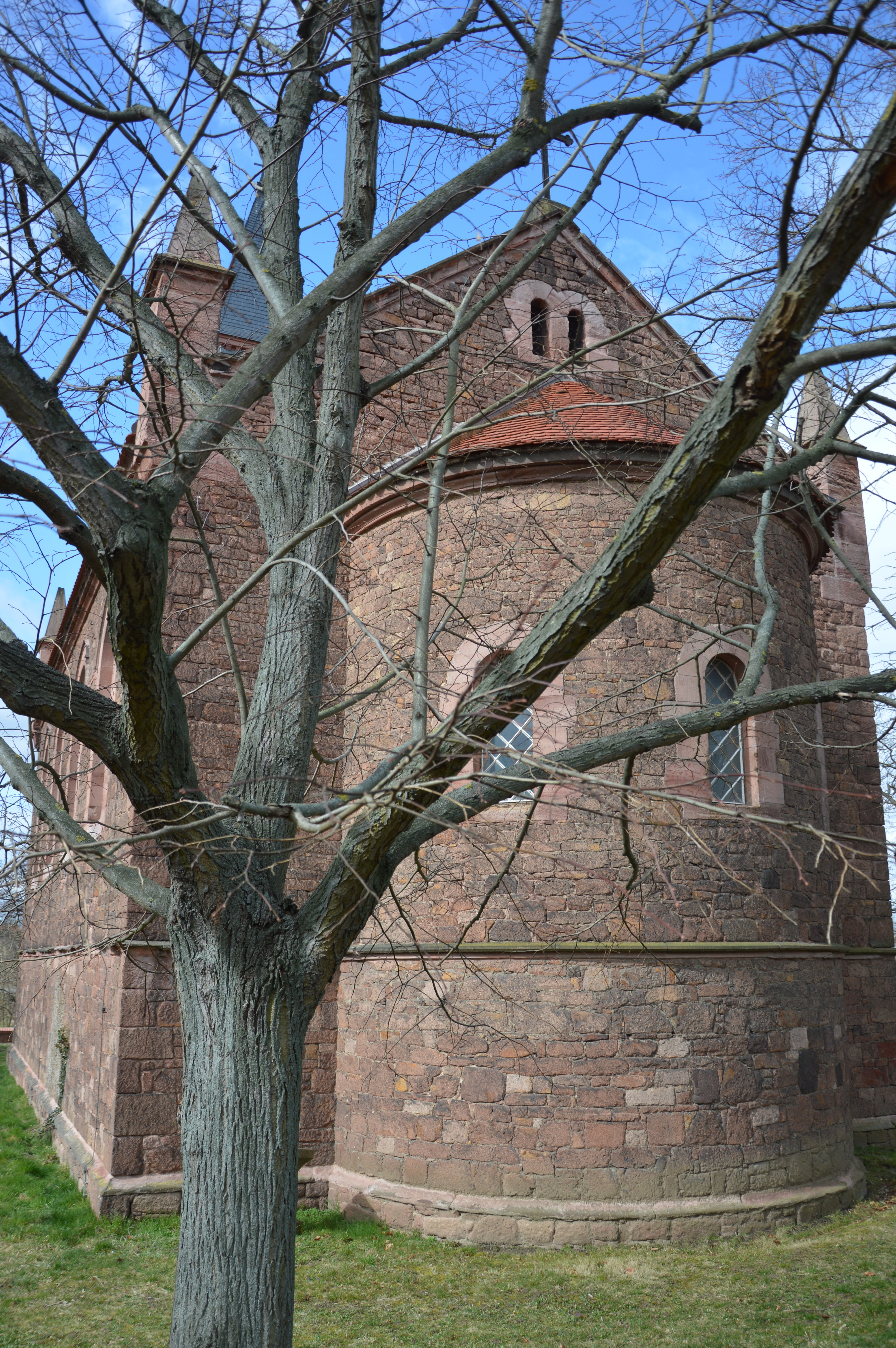
Apsis

Der ebenfalls dem hl. Georg geweihte Vorgängerbau der heutigen Kirche war in den Jahren 1483 bis 1493 in einer alten Wallburg nördlich des Dorfes aus Steinen des aufgegebenen Klosters Mücheln errichtet worden. Möglicherweise hatte auch sie schon einen Vorgängerbau.
Die Saalkirche wurde im Jahr 1847 aus Bruchsteinen im Stil der Neoromanik errichtet. Der Entwurf stammte vom Baukondukteur Schulze und war schon 1843 gefertigt und von Regierungsbaumeister Friedrich August Ritter überarbeitet worden. Die Kirche ähnelt der 1844 gebauten Dorfkirche Rothenburg (Saale). Westlich des Kirchenschiffs befindet sich der Kirchturm mit quadratischem Grundriss. An die Ostseite des Schiffs ist eine halbrunde Apsis angefügt. 
Im Kircheninneren befindet sich eine Hufeisenempore aus der zweiten Hälfte des 19. Jahrhunderts. Der Innenraum die Kirche wurde im Jahr 1926 durch den halleschen Künstler Karl Völker ausgemalt. In der Apsis befindet sich eine Darstellung von Christus als Guter Hirte. Bereits aus der Zeit um 1500 stammt ein mit geschnitzten Figuren versehener Altarschrein. Die allerdings erst später zusammengestellten Figuren zeigen Johannes den Evangelisten und den Heiligen Hieronymus. Bereits aus dem 15. Jahrhundert stammt ein hölzernes Kruzifix. Die Enden der Kreuzarme sind quadratisch ausgeführt und tragen eingeritzte Symbole von Evangelisten. Diese älteren Ausstattungsstücke stammen bereits aus dem Vorgängerbau.
Die Kanzel und der Taufstein der Kirche stammen aus der zweiten Hälfte des 19. Jahrhunderts. Eine aus der Bauzeit der Kirche stammende Orgel des Eilenburger Orgelbauers Nicolaus Schrickel wurde 1950 repariert, allerdings später, noch in der Zeit der DDR, durch Vandalismus zerstört. 2003 erhielt die Kirche eine neue Orgel.
Im Denkmalverzeichnis der Gemeinde Wettin-Löbejün ist die Kirche unter der Erfassungsnummer 094 55122 als Baudenkmal eingetragen.